# Bergehalde Carl-Alexander
Das Naturschutzgebiet Bergehalde Carl-Alexander liegt auf dem Gebiet der Stadt Baesweiler in der Städteregion Aachen in Nordrhein-Westfalen.

## Lage
Das Gebiet erstreckt sich westlich der Kernstadt Baesweiler. Am südlichen Rand des Gebietes verläuft die B 57 und nördlich die Landesstraße L 225.

## Bedeutung
Das etwa 51,6 ha große Gebiet wurde im Jahr 2003 unter der Schlüsselnummer ACK-103 unter Naturschutz gestellt. Am Fuß der Bergehalde wurden 28 Laichgewässer für Kröten künstlich angelegt.

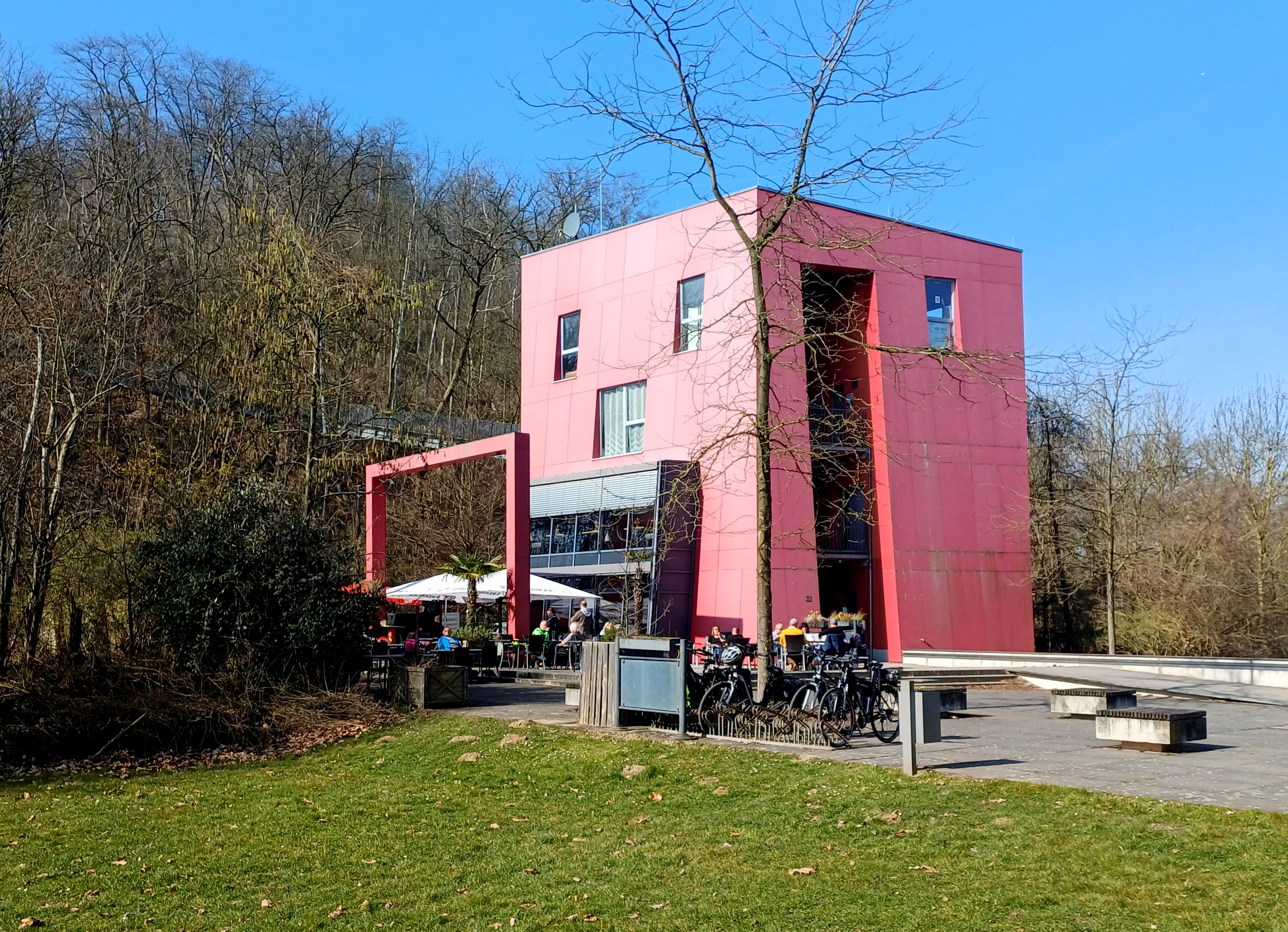
Infopoint und Aufgang zur Halde
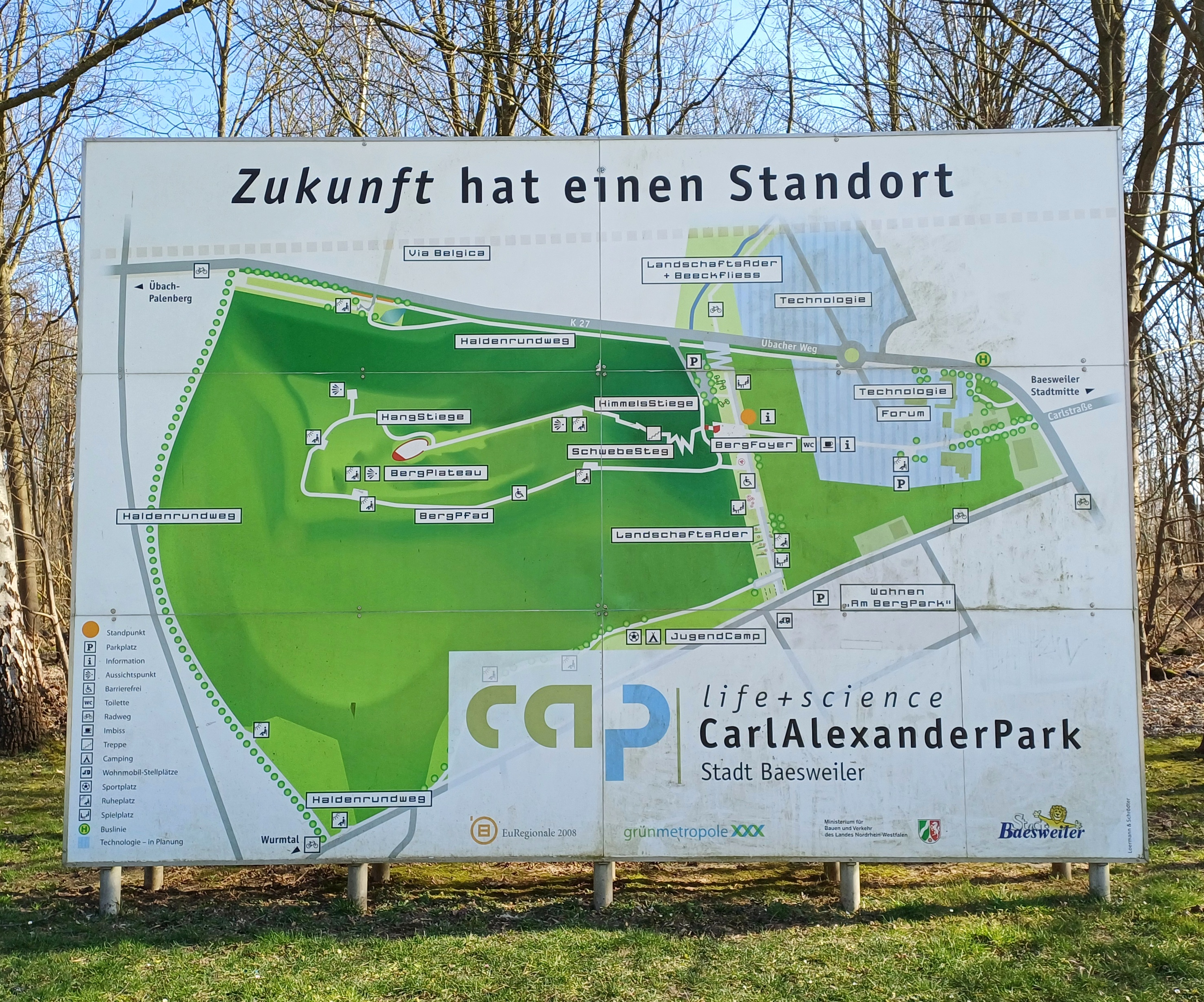
Infotafel
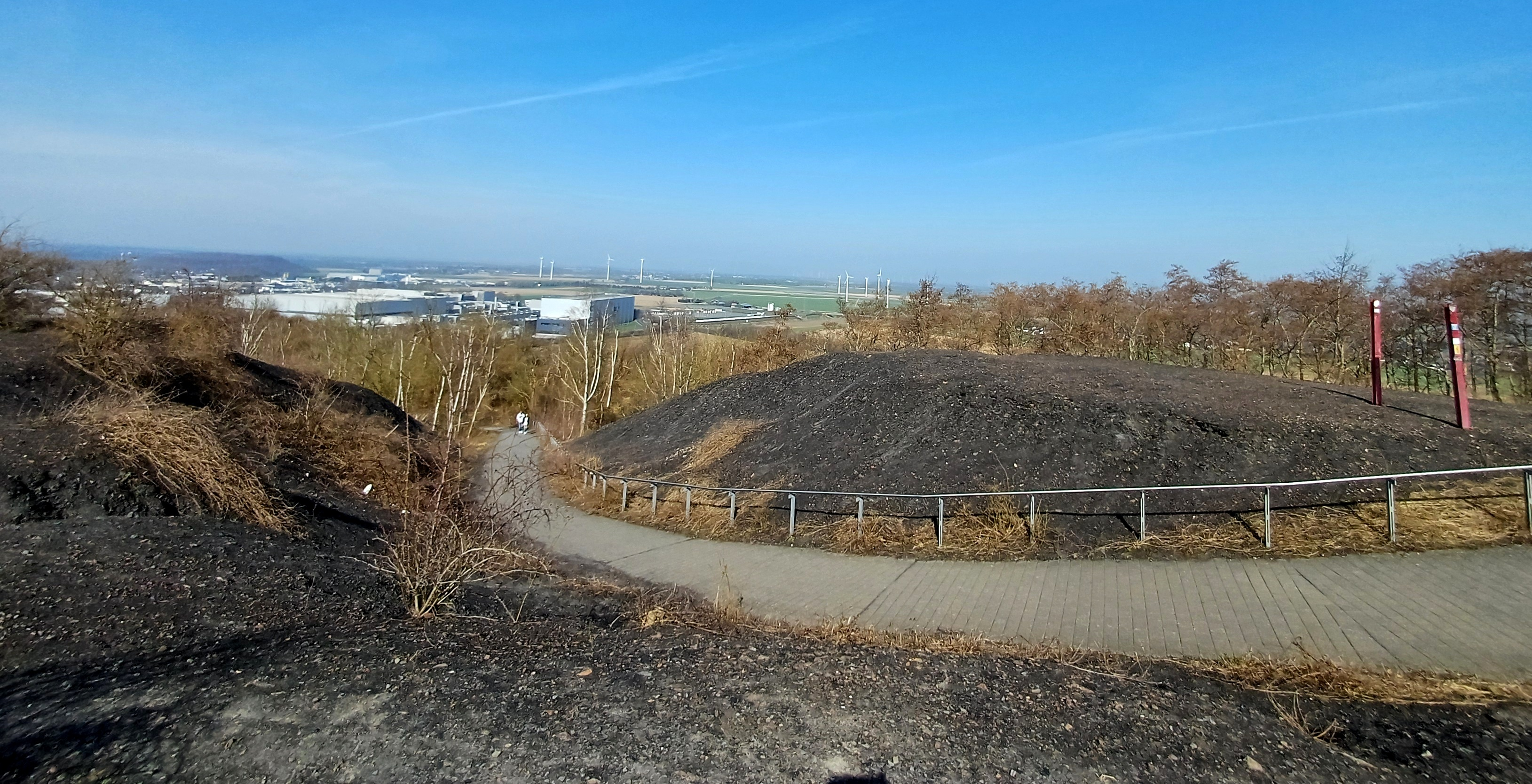
Haldenplateau